# عمار (نعمان)

تعديل مصدري - تعديل

عمار هي إحدى قرى عزلة الوسط بمديرية نعمان التابعة لمحافظة البيضاء، بلغ تعداد سكانها 67 نسمة حسب تعداد اليمن لعام 2004.